# Debris (album)
debris (puin, restanten, overblijfselen) is een studioalbum van de Duitse muziekgroep 'ramp. Ten tijde van uitgeven bestond de band alleen uit Stephen Parsick. Het grootste deel van de muziek is opgenomen in de periode 2000-2005 met aanvullingen in de nachtelijke uren in december 2007 en februari 2008. Parsick bespeelt zowel analoge toetsinstrumenten zoals het Solina string ensemble en mellotron uit de begindagen van de elektronische muziek, maar ook digitale apparatuur. De muziek is een mengeling van doombient, de industrial tak van ambient en elektronische muziek. De muziek neigt naar Redshift, maar de invloed van de stromingen is daar omgekeerd.

## Musici
- Stephen Parsick – alle instrumenten en muziek

## Composities
| Nr. | Titel                         | Duur |
| --- | ----------------------------- | ---- |
| 1.  | skeletal - rails              |      |
| 2.  | skeletal - skeletal           |      |
| 3.  | skeletal - girders            |      |
| 4.  | debris - wreckage             |      |
| 5.  | debris - pieces               |      |
| 6.  | debris - debris               |      |
| 7.  | bomber harris – coventried    |      |
| 8.  | bomber harris - hamburgerised |      |
| 9.  | bomber harris – dresdened     |      |
| 10. | skeletons – bridge            |      |
| 11. | skeletons – slow correction   |      |
| 12. | skeletons - residual oxide    |      |